# Alter Bierkeller bei Ochtrup
Alter Bierkeller bei Ochtrup este o arie protejată (arie specială de conservare — SAC, sit de importanță comunitară — SCI) din Germania întinsă pe o suprafață de 0,15 ha, integral pe uscat.

## Localizare
Centrul sitului Alter Bierkeller bei Ochtrup este situat la coordonatele 52°11′33″N 7°10′46″E / 52.1925°N 7.1794°E.

## Înființare
Situl Alter Bierkeller bei Ochtrup a fost declarat sit de importanță comunitară în martie 2001 pentru a proteja 3 specii de animale. Situl a fost protejat și ca arie specială de conservare în aprilie 2004.

## Biodiversitate
Situată în ecoregiunea atlantică, aria protejată nu include niciun habitat protejat.
La baza desemnării sitului se află mai multe specii protejate de  mamifere (3): liliac cu urechi mari (Myotis bechsteinii), liliac de iaz (Myotis dasycneme), liliac comun (Myotis myotis).
Pe lângă speciile protejate, pe teritoriul sitului au mai fost identificate 3 specii de mamifere.